# Stefano Piva
Stefano Piva (Trento, 21 giugno 1991) è un hockeista su ghiaccio italiano, centro dell'Hockey Pergine in Italian Hockey League.

## Carriera

### Club
Cresciuto nelle giovanili del Pergine, a livello di Under-19 ed Under-20 ha raccolto presenze anche con Asiago, Fiemme e Caldaro.
Ha esordito in terza serie con la maglia del Pergine nella stagione 2007-2008, mentre ha esordito in seconda serie durante il prestito al Caldaro nella stagione 2009-2010.
La sua prima stagione in massima serie è stata quella successiva, giocata in prestito al Pontebba.
Ha fatto poi ritorno a Pergine, dove ha giocato per tre stagioni, raccogliendo comunque 25 presenze in massima serie con l'Hockey Club Bolzano, di cui i trentini erano farm team. Nella stagione 2014-2015 ha vestito nuovamente la maglia del Caldaro, iscritto alla rinnovata Serie A, per poi fare ritorno al Pergine.
Nel gennaio del 2016 è tornato a calcare il ghiaccio della massima serie, disputando un incontro con la maglia dell'Asiago. Nell'estate successiva è approdato agli stellati, iscritti alla neonata Alps Hockey League, in via definitiva.
Dopo una stagione ha fatto ritorno in seconda serie, nuovamente all'Hockey Pergine, che lo ha confermato poi per le stagioni successive.

### Nazionale
Ha vestito la maglia delle rappresentative giovanili, disputando un mondiale Under-18 di Prima Divisione nel 2009, giocato ad Asiago.

## Palmarès

### Giovanili
- Campionato italiano Under-20: 1

Caldaro: 2009-2010

### Club
- Supercoppa italiana: 1

Bolzano: 2012